# Campeonato Asiático de Atletismo de 2011 - Arremesso de peso feminino
A prova do Arremesso de peso feminino do Campeonato Asiático de Atletismo de 2011 foi disputada no dia 10 de julho de 2011 no Kobe Universiade Memorial Stadium em Kobe,  no Japão. 

## Recordes
Antes desta competição, os recordes mundiais e do campeonato nesta prova eram os seguintes:
|                       | Nome               | Nacionalidade   | Distância | Local        | Data                |
| --------------------- | ------------------ | --------------- | --------- | ------------ | ------------------- |
| Recorde mundial       | Natalya Lisovskaya | União Soviética | 22m 63cm  | Moscou       | 7 de junho de 1987  |
| Recorde do campeonato | Huang Zhihong      | China           | 19m 69cm  | Nova Delhi   | 1989                |
| Recorde asiático      | Meisu Li           | China           | 21m 76cm  | Shijiazhuang | 23 de abril de 1988 |

## Medalhistas
| Ouro                | Prata               | Bronze             |
| Meng Qianqian (CHN) | Liu Xiangrong (CHN) | Leyla Rajabi (IRI) |

## Cronograma
Todos os horários são locais (UTC+9).
| Data        | Hora  | Evento |
| ----------- | ----- | ------ |
| 10 de julho | 15:00 | Final  |

## Final
A final da prova ocorreu dia 10 de julho às 15:00. 
| Posição           | Atleta           | Nacionalidade | #1    | #2    | #3    | #4    | #5     | #6    | Resultados | Notas           |
| ----------------- | ---------------- | ------------- | ----- | ----- | ----- | ----- | ------ | ----- | ---------- | --------------- |
| Medalha de ouro   | Meng Qianqian    | China         | 15.87 | 17.48 | x     | 18.07 | 18.16  | 18.31 | 18.31      | Recorde pessoal |
| Medalha de prata  | Liu Xiangrong    | China         | 18.30 | x     | x     | x     | 17.99  | 18.09 | 18.30      |                 |
| Medalha de bronze | Leyla Rajabi     | Irão          | 15.93 | 16.32 | 16.48 | 16.42 | 16.60  | x     | 16.60      |                 |
| 4                 | Sofiya Burhanova | Uzbequistão   | x     | 15.99 | 15.84 | 16.33 | 16.32  | 15.31 | 16.33      |                 |
| 5                 | Lin Chia-Ying    | Taipé Chinesa | 15.83 | x     | x     | 16.17 | x      | x     | 16.17      |                 |
| 6                 | Yukino Otani     | Japão         | 14.63 | x     | 14.88 | x     | 14.66x | 14.51 | 14.88      |                 |

Legenda
| Recorde mundial       | Recorde mundial (World record)               |                       | Recorde africano                      | Recorde africano (African) |                                           | Q | Classificado por posição (Qualified) |
| Recorde do campeonato | Recorde do campeonato (Championship record)  | Recorde da América    | Recorde da América (Americas)         | q                          | Classificado por melhor tempo (Qualified) |   |                                      |
| Melhor marca do ano   | Melhor marca do ano (World leading)          | Recorde asiático      | Recorde asiático (Asian)              | DNS                        | Não largou (Did not start)                |   |                                      |
| Recorde nacional      | Recorde nacional (National record)           | Recorde europeu       | Recorde europeu (European)            | DNF                        | Não terminou (Did not finish)             |   |                                      |
| Recorde pessoal       | Recorde pessoal do atleta (Personal best)    | Recorde da Oceania    | Recorde da Oceania (Oceania)          | DSQ / DQ                   | Desclassificado (Disqualified)            |   |                                      |
| Recorde da temporada  | Recorde da temporada do atleta (Season best) | Recorde sul-americano | Recorde sul-americano (South America) | NM                         | Sem marca (No mark)                       |   |                                      |